# You're Driving Me Crazy
You're Driving Me Crazy es el trigésimo noveno álbum de estudio del músico norirlandés Van Morrison, publicado por la compañía discográfica Sony Legacy el 27 de abril de 2018. El álbum marca la primera colaboración con el trompetista y organista Joey Defrancesco, quien reclutó a su propia banda para la grabación de You're Driving Me Crazy, incluyendo al guitarrista Dan Wilson, al batería Michael Ode y al saxofonista Troy Roberts.
De forma similar a anteriores trabajos de Morrison, You're Driving Me Crazy incluye versiones de clásicos del jazz y del blues y regrabaciones de temas del propio Morrison, entre ellos las canciones "The Way Young Lovers Do" del álbum Astral Weeks (1968) y "Magic Time" del disco homónimo lanzado en 2005. Previo a la publicación del álbum, Morrison publicó el sencillo "Close Enough for Jazz" con motivo del Record Store Day el 21 de abril.

## Lista de canciones
| N.º | Título                      | Escritor(es)                                        | Duración |  |
| 1.  | «Miss Otis Regrets»         | Cole Porter                                         |          |  |
| 2.  | «Hold It Right There»       | Clark Terry, William Grey, Eddie "Cleanhead" Vinson |          |  |
| 3.  | «All Saints Day»            | Van Morrison                                        |          |  |
| 4.  | «The Way Young Lovers Do»   | Van Morrison                                        |          |  |
| 5.  | «The Things I Used To Do»   | Eddie Jones                                         |          |  |
| 6.  | «Travelin' Light»           | John Mercer, James Mundy, James Young               |          |  |
| 7.  | «Close Enough for Jazz»     | Van Morrison                                        |          |  |
| 8.  | «Goldfish Bowl»             | Van Morrison                                        |          |  |
| 9.  | «Evening Shadows»           | Van Morrison, Acker Bilk                            |          |  |
| 10. | «Magic Time»                | Van Morrison                                        |          |  |
| 11. | «You're Driving Me Crazy»   | Walter Donaldson                                    |          |  |
| 12. | «Everyday I Have The Blues» | Peter Chatman                                       |          |  |
| 13. | «Have I Told You Lately»    | Van Morrison                                        |          |  |
| 14. | «Sticks and Stones»         | Titus Turner                                        |          |  |
| 15. | «Celtic Swing»              | Van Morrison                                        |          |  |

## Personal
- Van Morrison – voz y saxofón.
- Joey DeFrancesco – órgano Hammond y trompeta.
- Dan Wilson – guitarra.
- Michael Ode – batería.
- Troy Roberts – saxofón.

## Posición en listas
| País                               | Posición |
| ---------------------------------- | -------- |
| Alemania (Media Control Charts)    | 10       |
| Australia (ARIA)                   | 54       |
| Austria (Ö3 Austria)               | 11       |
| Bélgica (Ultratop flamenca)        | 35       |
| Canadá (Billboard Canadian Albums) | 100      |
| España (PROMUSICAE)                | 6        |
| Estados Unidos (Billboard 200)     | 76       |
| Irlanda (IRMA)                     | 39       |
| Italia (FIMI)                      | 62       |
| Países Bajos (Album Top 100)       | 29       |
| Reino Unido (UK Albums Chart)      | 20       |
| Suiza (Schweizer Hitparade)        | 41       |